# Eli Beeding
Eli Lackland Beeding Jr. (17. prosince 1928 – 21. prosince 2013) byl kapitán letectva Spojených států amerických, který dosáhl v roce 1958 na Hollomanově letecké základně rekordu ve zrychlení. Smyslem experimentů, při nichž lidé jezdili na saních s raketovým pohonem, bylo zkoumání vlivu extrémního přetížení na lidský organismus. Po klidovém startu dosáhly saně rychlosti 116 km/h za dobu 0,04 s při přetížení 82,6g.
Beeding odešel z letectva v roce 1971, později se přestěhoval do Colorada, kde také zemřel.